# روبرت مورغان إيفانز
روبرت مورغان إيفانز (بالإنجليزية: Robert Morgan Evans)‏ هو سياسي أمريكي، ولد في 1783، وتوفي في 1844. انتخب عضو مجلس نواب إنديانا.